# La fucina
La fucina è un cortometraggio muto italiano del 1910 diretto da Luigi Maggi.